# Mia Ham
Mariel Margaret Ham-Garciapara (rođena 17. marta 1972) je američka penzionisana profesionalna fudbalska igračica, dvostruki dobitnik olimpijske medalje, i dva puta član pobedničke reprezentacije Svetskog prvenstva u fudbalu za žene. Hvaljena kao fudbalska ikona, ona je igrala kao napadač za Žensku fudbalsku reprezentaciju Sjedinjenih Država od 1987–2004. Ham je bila lice Ženske ujedinjene fudbalske asocijacije (VUSA), prve profesionalne ženske fudbalske lige u Sjedinjenim Državama, gde je igrala za Vašington fridom od 2001–2003. Ona je igrala koledž fudbal za žensku fudbalsku ekipu Severne Karoline Tar hils i pomogla timu da osvoji četiri uzastopne titule Ženskog fudbalskog prvenstva NCAA divizije I.
Tokom mandata s reprezentacijom, Ham se takmičila u četiri Fifina turnira za žene u svetskom kupu: inauguralnom 1991. u Kini, 1995. u Švedskoj, 1999. i 2003. u Sjedinjenim Državama. Ona je predvodila tim na tri olimpijske igre, uključujući: 1996. u Atlanti (prvi put je igran ženski fudbal), 2000. u Sidneju i 2004. u Atini. Svoju međunarodnu karijeru završila je odigravši 42 utakmice i postigavši 14 golova na ovih 7 međunarodnih turnira.
Ham je držala rekord za najveći broj postignutih međunarodnih golova - za žene ili muškarce - do 2013. godine i ostaje na trećem mestu iza bivše saigračice Abi Vambač i kanadske napadačice Kristine Sinkler prema podacima iz 2017. godine. Ona je trenutno treća u istoriji američkog nacionalnog tima po internacionalnim mečevima (276) i prva po asistenciji u karijeri (144). Dva puta je proglašena Fifinom svetskom igračicom godine 2001. i 2002. godine. Ham i njenu timsku koleginicu Mišel Akers je Pele pohvalio kao dve od 125 najvećih živih igrača Fife, kada ih je uključio u FIFA 100 radi proslave stogodišnjice organizacije. Ham je pet godina zaredom proglašena američkom fudbalerkom godine, i osvojila je tri nagrade ESPI, uključujući nagradu za fudbalerku godine i sportistkinju godine. Fondacija za ženski sport ju je proglasila sportistkinjom godine 1997. i 1999. Ona je uvedena u Nacionalnu fudbalsku dvoranu slavnih, Dvoranu slavnih u Alabami, Sportsku dvoranu slavnih u Teksasu, Fudbalsku dvoranu slavnih u Severnoj Karolini, i bila je prva žena koja je primljena u Svetsku fudbalsku dvoranu slavnih.
Ona je suvlasnik Los Anđeles FK. Ham je i svetski ambasador za FK Barcelona i član upravnog odbora Serije A kluba FK Roma. Autor je knjige Idući za golom: Vodič šampiona o pobedi u fudbalu i životu. Ham je prikazana u nekoliko filmova i televizijskih emisija, uključujući HBO dokumentarni film, Usudi se da sanjaš: Priča o ženskom fudbalskom timu SAD.

## Počasti i nagrade
„Moj trener je rekao da trčim kao devojčica, odgovorila sam mu da kad bi mogao da trči malo brže i njegovo trčanje bi moglo tako da izgleda.”

—Mia Ham
Ham je proglašena sportistkinjom godine od strane Ženske sportske fondacije 1997. i 1999. godine. U junu 1999, Nike je najveću zgradu u svom korporativnom kampusu nazvao po Hamovoj. U decembru 2000. godine, Ham je proglašena za jednu od tri najbolje fudbalerke dvadesetog veka u FIFA nagradi za igračice veka, završivši iza samo Sun Ven i zemljakinje Mišel Ejkers.
Dok je bila u Severnoj Karolini, osvojila je Honda sportsku nagradu kao najbolja fudbalska igračica u zemlji i 1993. i 1994. godine, i osvojila Honda-Broderik kup 1994. kao najbolja atletičarka nacije.
U martu 2004. Ham i bivša američka saigračica Mišel Ejkers bile su jedine dve žene i Amerikanke koje su uvrštene na FIFA 100, listu 125 najvećih živih fudbalera, koju je izabrao Pele i naručila FIFA za 100. godišnjicu organizacije. Ostala priznanja uključuju izbor za sportistkinju godine u fudbalu u SAD pet godina zaredom od 1994. do 1998. i osvajanje tri ESPY nagrade, uključujući fudbalerku godine i sportistkinju godine.
Godine 2006, Ham je uvrštena u Sportsku dvoranu slavnih u Alabami, a zatim u Teksašku sportsku dvoranu slavnih 11. marta 2008. godine. Godine 2007, tokom svoje prve godine kvalifikovanosti, Ham je izabrana za prijem u Nacionalnu fudbalsku dvoranu slavnih. Godine 2008, slika njene siluete je korišćena u logotipu druge profesionalne ženske fudbalske lige u Sjedinjenim Državama: Ženski profesionalni fudbal. ESPN ju je proglasio za najveću sportistkinju u 2012. godini.
Ham je 2013. godine postala prva žena koja je primljena u Svetsku fudbalsku dvoranu slavnih, koja se nalazi u Pačuki u Meksiku. U decembru 2013. proglašena je za pripadnika USWNT najboljih XI svih vremena u fudbalu. U 2014, Ham je proglašena za jednu od ESPNW-ovih uticajnih 25; takođe je bila dobitnica Nagrade legendi zlatnog stopala.
Za svoju prvu utakmicu u martu 2019. godine, igračice ženske fudbalske reprezentacije Sjedinjenih Država nosile su dres sa imenom žene kojoj su odavale počast na leđima; Samanta Mevis je izabrala ime Ham.
Godine 2021, Ham je primljena u Nacionalnu žensku dvoranu slavnih.

## Spoljašnje veze
- Mia Ham на веб-сајту ФИФА (језик: енглески)
- Zvanični veb-sajt
- Mia Ham на веб-сајту  (језик: енглески)
- Mia Ham na sajtu  (jezik: engleski)